# Torre Marica
Torre Marica è una torre d'avvistamento situata nel comune di Isola del Liri (FR) nel Lazio.

## Storia
La torre, detta anche "torre della Marica",  venne fatta erigere nel corso dell'XI secolo dai signori della contea di Sora per controllare, in collegamento visivo con la coeva torre Fullonica di Carnello, la sottostante bassa valle del Liri, attraversata dall'omonimo fiume e dal confluente fiume Fibreno. È situata sul colle di San Sebastiano, a nord ovest del contemporaneo comune di Isola del Liri, in un'area che ha restituito tracce della presenza umana e reperti di epoca protostorica, italica in territorio volsco e romana. Sarebbe dedicata a Marìca, divinità italica dell'acqua e delle paludi.  
Nel 2020 sono stati avviati i lavori di restauro, messa in sicurezza della struttura militare e ripristino di alcune parti della muratura.

## Descrizione
La torre a base circolare alta poco più di cinque metri è collocata su uno sperone roccioso del colle di San Sebastiano. Presenta due piani e sei aperture rettangolari con soglie, stipiti e architravi in pietra. È dotata di alcune piccole feritoie.